# Base Class Library
Pour les articles homonymes, voir BCL.

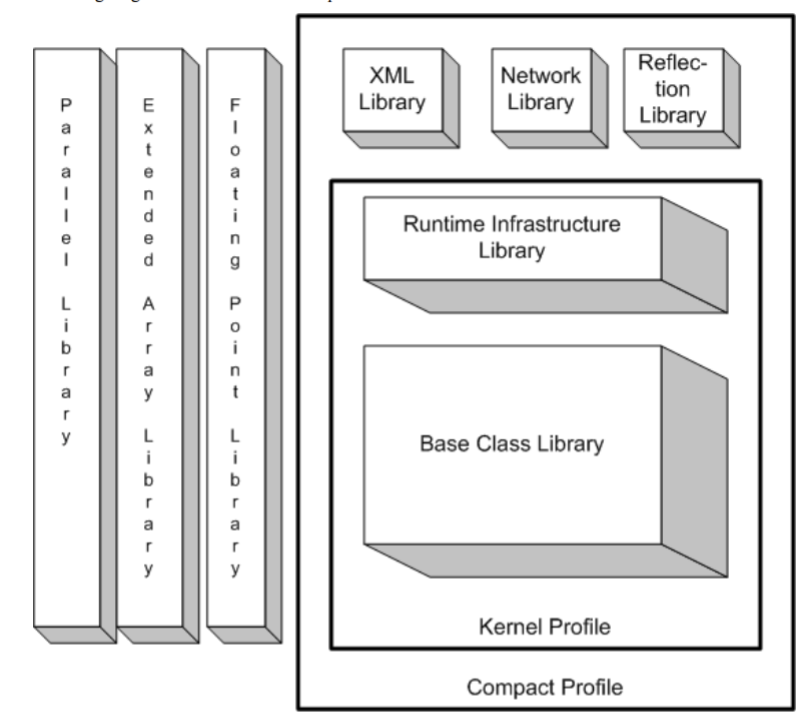
Voici a peu près un aperçu de cette bibliothèque standard de Microsoft

La Base Class Library (BCL) de Microsoft est une bibliothèque standard utilisée par tous les langages basés sur framework .NET.
Pour faciliter le travail du développeur, .NET utilise la BCL pour encapsuler un grand nombre de fonctions communes, telles que la lecture et l'écriture, le rendu graphique, l'interaction avec une base de données, la manipulation de documents Extensible Markup Language. Son but est beaucoup plus large que celui d'autres langages comme C++, et il serait plus comparable avec la bibliothèque standard de Java (Java Class Library).
Il ne faut pas faire de confusion entre la BCL et la FCL (Framework Class Library), qui est un sur-ensemble incluant l'espace de noms de Microsoft.

## Espace de noms
- System.CodeDom[1]
- System.Collections
- System.ComponentModel[2]
- System.Configuration
- System.Data
- System.Deployment
- System.Diagnostics
- System.DirectoryServices

Pour l'accès à Active Directory
- System.Drawing
- System.EnterpriseServices[3]
- System.Globalization[4]
- System.IO
- System.Management[5]
- System.Media

Pour Waveform Audio File Format
- System.Messaging[6]

.NET Remoting est un autre nom pour les fonctionnalités fournies. Voir Windows Communication Foundation.
- System.Net
- System.Linq.Expressions

Voir Language Integrated Query
- System.Reflection[7]
- System.Resources
- System.Runtime
- System.Security[8]

Cet espace de noms fournit entre autres la cryptographie
- System.ServiceProcess
- System.Text

Supporte des encodages variés, des expressions régulières et des mécanismes pour manipuler des chaînes de caractères (voir StringBuffer and StringBuilder (en))
- System.Threading[9].
- System.Timers[10]
- System.Transactions
- System.Web :

Tout ou partie de cette architecture correspond à ASP.NET
- System.Windows.Forms

Cet espace de nom contient l'architecture Windows Forms, voir Windows Forms
- System.Xml[11]